# Essam El-Naggar
Essam Kamal El-Naggar, född 17 juli 1961 i Egypten, är en svensk folkpartistisk region- och kommunalpolitiker. Mellan 2006 och 2014 var han kommunalråd i Uddevalla kommun. Han var ordförande i Närings- och arbetsmarknadsutskottet, och hade ett stort antal smärre kommunala uppdrag.